# Майкл Стіл
Майкл Стівен Стіл (англ. Michael Stephen Steele; нар. 19 жовтня 1958, Ендрюс (авіабаза), Меріленд) — американський політик і юрист.
У 2003–2007 роках він був заступником губернатора штату Меріленд. У 2006 році невдало балотувався на виборах до Сенату США.
30 січня 2009 обраний головою Національного комітету Республіканської партії (GOP) (як перший чорний політик на цій посаді). У січні 2011 року залишив цей пост, на його місце був обраний Райнс Прібус.